# Jordanoleiopus orientalis
Jordanoleiopus orientalis là một loài bọ cánh cứng trong họ Cerambycidae.